# Candelaria, Puebla
Candelaria är en ort i Mexiko.   Den ligger i kommunen Pantepec och delstaten Puebla, i den sydöstra delen av landet, 180 km nordost om huvudstaden Mexico City. Candelaria ligger 211 meter över havet och antalet invånare är 105.
Terrängen runt Candelaria är huvudsakligen lite kuperad. Candelaria ligger nere i en dal. Runt Candelaria är det ganska tätbefolkat, med 62 invånare per kvadratkilometer. Närmaste större samhälle är Huehuetla, 20,0 km väster om Candelaria. Omgivningarna runt Candelaria är en mosaik av jordbruksmark och naturlig växtlighet.